# Schlacht bei Molins de Rei
Bailén –  Roliça –Vimeiro – Saragossa (1808) – Burgos (Gamonal) – Medina de Rioseco – Espinosa –  Tudela – Somosierra – Saragossa (1809) – La Coruña – Torres Vedras – Valls – Braga –  Oporto –  Talavera – Ocaña – Gerona – Ciudad Rodrigo (1810) – Buçaco – Gévora – Barrosa – Badajoz (1811) – Fuentes de Oñoro – La Albuera – Tarragona (1811) – Sagunt (Murviedro) – Ciudad Rodrigo (1812) – Badajoz (1812) –  Majadahonda – Salamanca – García Hernández –  Venta del Pozo – Vitoria – 
Sorauren – San Sebastián – Bidassoa
Die Schlacht bei Molins de Rei (auch: Schlacht am Llobregat) war am 21. Dezember 1808 eine Schlacht im Spanischen Befreiungskrieg gegen Napoleon.
Nachdem die Spanier bei Cardedeu geschlagen worden waren, sammelte General Reding einen Teil der Flüchtigen in Montmeló und marschierte nach Molins de Rei. Der General Milans zog nach Arenys de Mar, der General Lazan nach Gerona. Der kommandierende General Marquis de Vives konnte nur knapp entkommen und ging bei Mataro auf das englische Schiff HMS Cambrian, bei Tarragona ging er wieder an Land. Er kommandierte die Generäle Lazan und Milans sich mit den Einheiten des Generals Caldagues auf dem rechten Ufer des Llobregats zu vereinigen. Vives befand sich am 19. Dezember noch in Vilafranca und hatte dem General Reding vorläufig das Kommando über das 15.000 Mann starke Armeekorps gegeben.
Der General Reding berief umgehend einen Kriegsrat ein, dieser konnte sich aber nicht über ein Vorgehen einigen. Einige wollten die Franzosen zur Schlacht stellen und die anderen sich lieber geordnet nach Ordal (heute: Subirats) zurückzuziehen. Reding fragte den General Vives um Instruktionen, dieser antwortete aber nur, dass sich das Korps zurückziehen soll, wenn der Platz nicht zu verteidigen sei. General Reding interpretierte dieses als Aufforderung den Platz zu verteidigen. Damit kam er den Plänen des französischen Generals Gouvion St. Cyr sehr entgegen.
General St. Cyr hatte sich mit seinem Korps in Barcelona ruhig verhalten, mit dem Plan, die versammelten Spanier hinter dem Llobregat mit einem Schlag zu vernichten. Anschließend wollte er Girona und Hostalric erobern. Inzwischen war die Division Chabran zum Korps St. Cyr gestoßen und am 20. Dezember 1808 marschierte das Korps nach Sant Feliu de Llobregat.

## Stellung
General Reding hatte mit seinen Truppen die Höhen hinter dem Dorf Vincent besetzt, so konnte er den Anmarsch von Barcelona beobachten. Seine Front und der linke Flügel (unter Guadrado) waren durch den Fluss gedeckt. Die Brücke bei Molins war verschanzt und mit einer starken Besatzung und schwerem Geschütz besetzt. Der rechte Flügel (unter de la Serna) stand auch am Fluss, aber dieser war hier nicht tief und man konnte durchwaten. Die große Straße nach Vilafranca durchschnitt diese Position in deren Rücken, in etwa 18 km Entfernung befand sich der Col de Ordal.

## Gefecht
Die Stimmung in beiden Korps war bereits zu Beginn der Schlacht sehr unterschiedlich. Beide wurden durch ungewöhnliche Kälte und Schnee behindert. Aber die Spanier waren durch die vorangegangenen Niederlagen desillusioniert, während die Franzosen zuversichtlich den Gegner schlagen wollten. Als St. Cyr erkannte, dass General Reding der Brücke von Molins viel Aufmerksamkeit schenkte, schickte er die Division Chabran dorthin. Diese sollte die Stellung mit Artillerie beschießen und sich dann zurückziehen. Reding sollte annehmen, dass hier der Hauptangriff stattfinden würde. Aber erst wenn der rechte Flügel und das Zentrum angegriffen würde, sollte die Division die Brücke angreifen, überqueren und die dahinter liegenden Höhen im Sturm nehmen.
Die Division Chabran griff an und tatsächlich verlegte Reding seine Hauptkräfte vom rechten Flügel auf den linken Flügel. Am Morgen des 21. Dezember ging die Division Pino bei Sant Feliu durch eine Furt durch den Llobregat und marschierte gegen den spanischen rechten Flügel, die Division Chabot folgte. Die Division Souham durchquerte etwas mehr flussabwärts und sollte die Division Pino auf dem rechten Ufer decken. Die leichte Kavallerie und ein Kürassier-Regiment verstärkten die Division Chabran bei Molins de Rei. In kürzester Zeit durchbrach die 1. Brigade der Division Pino die vorderen Reihen der Spanier und warf sie aus ihren Stellungen. Reding erkannte seinen Fehler und versuchte seinen rechten Flügel wieder zu gewinnen. Aber seine Verstärkung kam quer zum Fluss zum Stehen, dafür konnte er die Brücke, die nun im Rücken des linken Flügel lag, sichern. Aber die Franzosen sammelten sich zum Sturm.
Souham stand auf dem rechten Flügel, Pino im Zentrum und Chabot auf dem linken Flügel. Chabot sollte in Richtung Vilafranca vorstoßen, um den Spaniern den Rückzug abzuschneiden. Die Kavallerie sollte dabei zwischen dem Fluss und den Bergen vorgehen und sich dann mit Chabran bei Molins vereinigen. Die französischen Kolonnen stürmten durch eine Schlucht auf die Spanier auf den Höhen, die sich mit Artillerie und Kleingewehrfeuer wehrten. Aber nach dem Heranrücken der Kavallerie zogen sie sich zurück. Dadurch wich nun auch der rechte Flügel zurück, der auf das Zentrum traf. Da Chabot nun den Weg nach Vilafranca blockierte, ging man Richtung Molins de Rei. Inzwischen hatte ein Detachement der Division Chabran oberhalb Molins den Llobregat passiert und auch die Straße nach Martorel besetzt.
Der geplante Vorstoß des General Chabran über die Brücke hätte das Ende der Spanier bedeutet, aber dieser wartete lieber weiter ab, bis der rechte Flügel der Division Souham ebenfalls an der Brücke ankam. Das gab die Zeit, dass viele in das Gebirge flüchten konnten. Auch war der General Vives nun auf dem Schlachtfeld angekommen, aber nur um seine Truppen fliehen zu sehen. Die Franzosen verfolgten die Spanier in drei Richtungen: Chabran Richtung Igualada, Souham verfolgte die Flüchtigen bis unter die Mauern von Tarragona, Chasbot folgte auf dem Weg nach San Sadurní.
Der General Souham ging auf der Königsstraße bis Vilafranca, wo General St.Cry noch am 21. Dezember sein Hauptquartier aufschlug.
Die Spanier verloren viel Material, darunter auch ein Magazin mit englischen Waffen. Zu den Gefangenen gehörten neben vielen Offizieren auch der General Caldagues, der Brigadier Gaspar Gómez de la Serna y Pérez (1760–1808) war gefallen.